# Прессование
Прессова́ние (от лат. presso — давлю, жму) — процесс обработки материалов давлением, производимый с целью увеличения плотности, изменения формы, перераспределения фаз материала, для изменения механических или иных его свойств.
Прессование представляет собой процесс выдавливания помещенной в контейнер заготовки через отверстие в матрице усилием пресс-штемпеля (пуансона), снабженного пресс-шайбой. В случае прессования полых заготовок, в том числе труб, оснастка дополняется иглой, закрепленной либо на пуансоне, либо в иглодержателе, имеющем независимый привод. Форма матрицы определяет форму профиля получившегося изделия.
Как правило, для прессования применяют прессы высокого давления. Прессование используют в различных отраслях промышленности, а также в сельском хозяйстве.
Прессование следует отличать от ковки и штамповки.
В зависимости от схемы приложения усилий различают следующие виды прессования:
- прямое прессование (направление движения металла совпадает с направлением движения пресс-шайбы);
- обратное прессование (материал перемещается навстречу движению матрицы, выполняющей также функции пресс-шайбы).